# 不及格
不及格（英語：Fail），中國大陸俗称「掛科」（一般限於大學，中小學罕用），臺灣俗称为“被當”、「當掉」，香港俗稱「肥佬」（源自英文 "fail" 的音譯）、「肥咗」、「炒咗」。在亞洲的學校，通常高中職以上學生必須獲得一定的成績才視為學習成功，稱作「及格」，並獲取該科目的學分。100分滿分制下，中學、大學一般以「未滿60分」為不及格，研究所以「未滿70分」為不及格。

## 簡介
100分满分制下，一般學校會以60分作為及格標準，未滿60分即為不及格。香港方面初中以50分為合格，高中多以40分作合格分界線。
在非100分满分制下，通常以总分的60%为及格线，例如满分10分制则6分为及格分，满分120分制则72分为及格分，满分150分制则90分为及格分。
若某科目學期成績不及格，則無法取得該科學分。如果學期成績有到達補考標準以上，即可參與補考。但如果成績未達補考標準，則失去補考資格，必須直接重新修習該科目，此即所謂「死當」。
在補考中獲得60分，即可獲取學分；但倘若依然未滿60分，則必須重新修習該科目。
在中国大陆、臺灣，通常學生的學期成績與60分相距不遠時，老師很有可能會依照學生的上課態度、作業成績等予以加分至60分。
在大學，過多科目不及格是很危險的，只要本學期所修學分中，二分之一學分不及格，俗稱「二一」，有可能被退學。有些大學改為連續兩學期「二一」，方被退學。
研究所、碩士班等，多以70分為及格分數。
在美國，則是未達「C級」（丙等），方導致不及格，等第為「F」。

## 附註
1. ↑  補考標準依學校而定，通常是40分，但也有學校是50分。

## 延伸阅读
- 教育部重編國語辭典修訂本 - 當掉（页面存档备份，存于）